# Sex and the Married Woman
Sex and the Married Woman es un telefilme estadounidense de comedia de 1977, dirigido por Jack Arnold, escrito por Michael Norell, musicalizado por Gerald Fried, en la fotografía estuvo Ben Colman y los protagonistas son Barry Newman, Joanna Pettet y Keenan Wynn, entre otros. Este largometraje fue producido por Universal Television y se estrenó el 13 de septiembre de 1977.

## Sinopsis
Una mujer del suburbio, que es ama de casa, está escribiendo una novela acerca de la vida sexual de los vecinos. La obra se transforma en un éxito de ventas, pero ocasiona gran cantidad de problemas en su matrimonio y a los vínculos con sus vecinos.